# Carex sabulosa
Carex sabulosa là một loài thực vật có hoa trong họ Cói. Loài này được Turcz. ex Kunth mô tả khoa học đầu tiên năm 1837.